# Forum des pays exportateurs de gaz
Le Forum des pays exportateurs de gaz (FPEG) (connu au niveau international sous son nom anglais Gas Exporting Countries Forum (GECF)) est un forum intergouvernemental visant à défendre les intérêts nationaux des principaux pays exportateurs de gaz naturel.
Le FPEG compte parmi ses membres les cinq principaux producteurs mondiaux de gaz (Russie, Iran, Qatar, Venezuela et Algérie), qui contrôlent 73 % des réserves mondiales et 42 % de la production.

## Historique
Le Forum des pays exportateurs de gaz (FPEG), fondée en 2001 à Téhéran en Iran, est une organisation informelle, dont les membres se réunissent une fois par an.
| Réunions ministérielles          | Réunions ministérielles          | Année           |
| -------------------------------- | -------------------------------- | --------------- |
| Téhéran, Iran                    | Téhéran, Iran                    | 2001            |
| Alger, Algérie                   | Alger, Algérie                   | 2002            |
| Doha, Qatar                      | Doha, Qatar                      | 2003            |
| Le Caire, Égypte                 | Le Caire, Égypte                 | 2004            |
| Port of Spain, Trinité-et-Tobago | Port of Spain, Trinité-et-Tobago | 2005            |
| Doha, Qatar                      | Doha, Qatar                      | 2007            |
| Moscou, Russie                   | Moscou, Russie                   | 2008            |
| Doha, Qatar                      | Doha, Qatar                      | 2009 (juin)     |
| Doha, Qatar                      | Doha, Qatar                      | 2009 (décembre) |
| Oran, Algérie                    | Oran, Algérie                    | 2010 (avril)    |
| Doha, Qatar                      | Doha, Qatar                      | 2011 (Novembre) |
| Malabo, Equatorial Guinea        | Malabo, Equatorial Guinea        | 2012            |
| Téhéran, Iran                    | Téhéran, Iran                    | 2013            |
| Doha, Qatar                      | Doha, Qatar                      | 2014            |
| Téhéran, Iran                    | Téhéran, Iran                    | 2015            |
| Moscou, Russie                   | Moscou, Russie                   | 2017            |
| Malabo, Equatorial Guinea        | Malabo, Equatorial Guinea        | 2019            |
| Alger, Algérie                   | Alger, Algérie                   | 2020 (Novembre) |
| Doha, Qatar                      | Doha, Qatar                      | 2022 (Février)  |
| Alger, Algérie                   | Alger, Algérie                   | 2024 (Mars)     |

Le 23 décembre 2008, à l'issue d'une rencontre à Moscou du Forum, les pays membres ont décidé de créer un secrétariat permanent et d'adopter une charte formalisant juridiquement l'existence du FPEG. Le siège de l'organisation sera au Qatar. Lors de cette réunion, les participants se sont mis d'accord pour coordonner leurs efforts sur plusieurs axes, dont les échanges d'information au sujet des prévisions et des programmes d'investissement, les relations avec les pays consommateurs, la mise en œuvre de nouvelles technologies, et le développement de la production de gaz naturel liquéfié.
Selon les analystes, la Russie, le Qatar et l'Iran formeraient la "grande troïka gazière", le noyau dur de l'organisation, susceptible de la transformer en cartel de type OPEP. Toutefois, officiellement, le FPEG se défend d'avoir créé un cartel gazier à l'instar de l'OPEP et assure de ne pas vouloir fixer de quotas de production, l'organisation ne possède pas de mécanismes de contrôle efficaces sur le prix du gaz à l'international.

## Spécificités du marché gazier
Le marché gazier, se différencie fondamentalement de celui du pétrole, car le transport du gaz s'effectue essentiellement par des infrastructures terrestres, qui nécessitent de lourds investissements et des contrats à long terme sur des prix fixés, jusqu'à trente-quarante ans.
Le secteur gazier se distingue ainsi par une inertie économique et industrielle qui rend le marché moins fluide et moins souple que celui du pétrole.
Enfin, les divergences constatées entre pays membres sont trop importantes à ce jour pour qu'ils puissent aboutir à des décisions communes.

## Pays membres
Les 15 pays membres sont :
Afrique
- Algérie
- Égypte
- Libye
- Mauritanie
- Nigeria
- Guinée équatoriale
- Sénégal

Moyen-Orient
- Iran
- Oman
- Qatar
- Émirats arabes unis

Amérique du Sud
- Venezuela
- Bolivie
- Trinité-et-Tobago

Europe
- Russie

Auxquels se joignent 7 pays observateurs :
- Kazakhstan
- Norvège
- Oman
- Pérou
- Angola
- Azerbaïdjan
- Irak

D'autres pays comme l'Indonésie, la Malaisie et le Yémen ont participé à différents sommets. le Yémen et l'Angola ont manifesté de l’intérêt pour rejoindre l'organisation.
Le 24 octobre 2022 le Sénégal intègre comme pays observateur le Forum des Pays exportateurs de gaz (GECF),.
Le 2 mars 2024 la Mauritanie adhère au Forum en tant que membre permanent, tout comme le Sénégal qui franchit un cap supplémentaire dans son intégration au sein du Forum,.